# Ósemka Szargańska
Ósemka Szargańska (serb. Шарганска осмица, Šarganska osmica) – zabytkowa kolej wąskotorowa (760 mm) w regionie Zlatibor w Serbii oraz Bośni i Hercegowinie.
Kolejowe przewozy turystyczne odbywają się na linii Mokra Góra – Šargan Vitasi. W 2010 roku reaktywowany został szlak do Wiszegradu w Bośni (to fragment dawnej kolei Bosnische Ostbahn z czasów austro-węgierskich).

## Historia
Po utworzeniu w 1918 roku Królestwa Serbów, Chorwatów i Słoweńców budowa odcinka kolei łączącej Belgrad z Sarajewem, a dalej z Dubrownikiem, stała się celem strategicznym. Budowa trwała 3 lata, a pierwszy pociąg wyruszył 25 stycznia 1925 roku. Ósemka Szargańska była częścią tej trasy. Linia została zamknięta w 1974 roku, a następnie odbudowana w latach 1999 – 2003 z pomocą Emira Kusturicy.

## Parametry techniczne
Szlak Mokra Góra – Šargan Vitasi dzisiejszej Ósemki wynosi 15,5 km. Na jej trasie znajdują 22 tunele (najdłuższy ma 1666 m) i 5 mostów (najdłuższy ma ok. 50 m). W najbardziej stromym miejscu kolejka wspina się pod kątem 18‰. Podróż w jedną stronę trwa ok. 40 minut.

## Galeria

Mapa linii
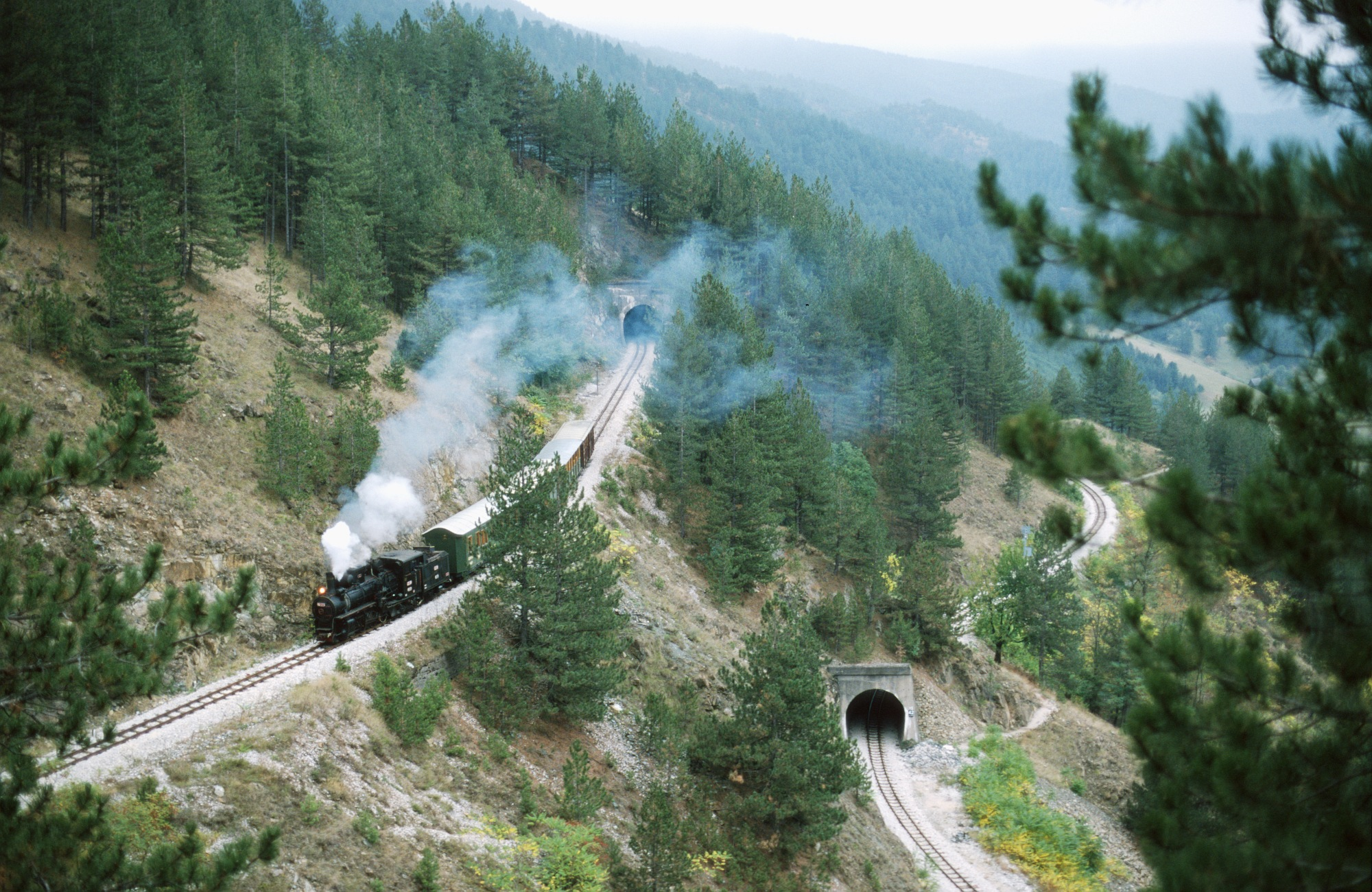